# У королев не бывает ног
«У королев не бывает ног» (чеш. Královny nemají nohy) — авантюрно-исторический роман чешского писателя Владимира Неффа, впервые опубликованный в 1973 году. Первая часть трилогии о Петре Кукане, продолженной романами «Перстень Борджа» и «Прекрасная чародейка».

## Сюжет
Действие романа происходит в Чехии и Италии в начале XVII века, накануне Тридцатилетней войны. Главный герой, Пётр Кукань, — сын пражского алхимика, искатель приключений, для которого главные идеалы — справедливость и свобода. Он помогает своему другу захватить власть в маленьком итальянском княжестве Страмба. Когда тот предаёт его, Кукань одерживает победу и становится правителем Страмбы, но вскоре ему приходится отречься, так как местное население не понимает смысла начатых гуманистических реформ.
Роман стал первой частью трилогии: в 1975 году вышла книга «Перстень Борджа», в 1980 — «Прекрасная чародейка». Упоминая в тексте замок Српно, Нефф отсылает читателя к своему раннему историческому роману «Српновские господа».

## Оценки
Нефф в романе «У королев не бывает ног», как и в следующих частях цикла, использует исторический материал в пародийном ключе, прибегая к нарочитым анахронизмам, используя сказочные мотивы, создавая явно фиктивный мир. При этом с внешней комедийностью соседствует глубинный трагизм. Многие критики сочли роман не относящимся к историческому жанру: для них это в первую очередь пародия на сложившуюся традицию, выдержанная в духе постмодернизма.
Официальные литературные критики коммунистической Чехословакии высоко оценили роман за «гуманистический пафос», за «предупреждение об ответственности учёных за свои изобретения», «антивоенную» и «антибуржуазную» направленность. Позже появилось мнение, что Нефф, создавая «У королев не бывает ног», искал идеологическую «отдушину» в период «нормализации» или просто занимался литературной игрой, пародируя бульварное чтиво.